# Olympische Sommerspiele 1968/Leichtathletik – 800 m (Männer)

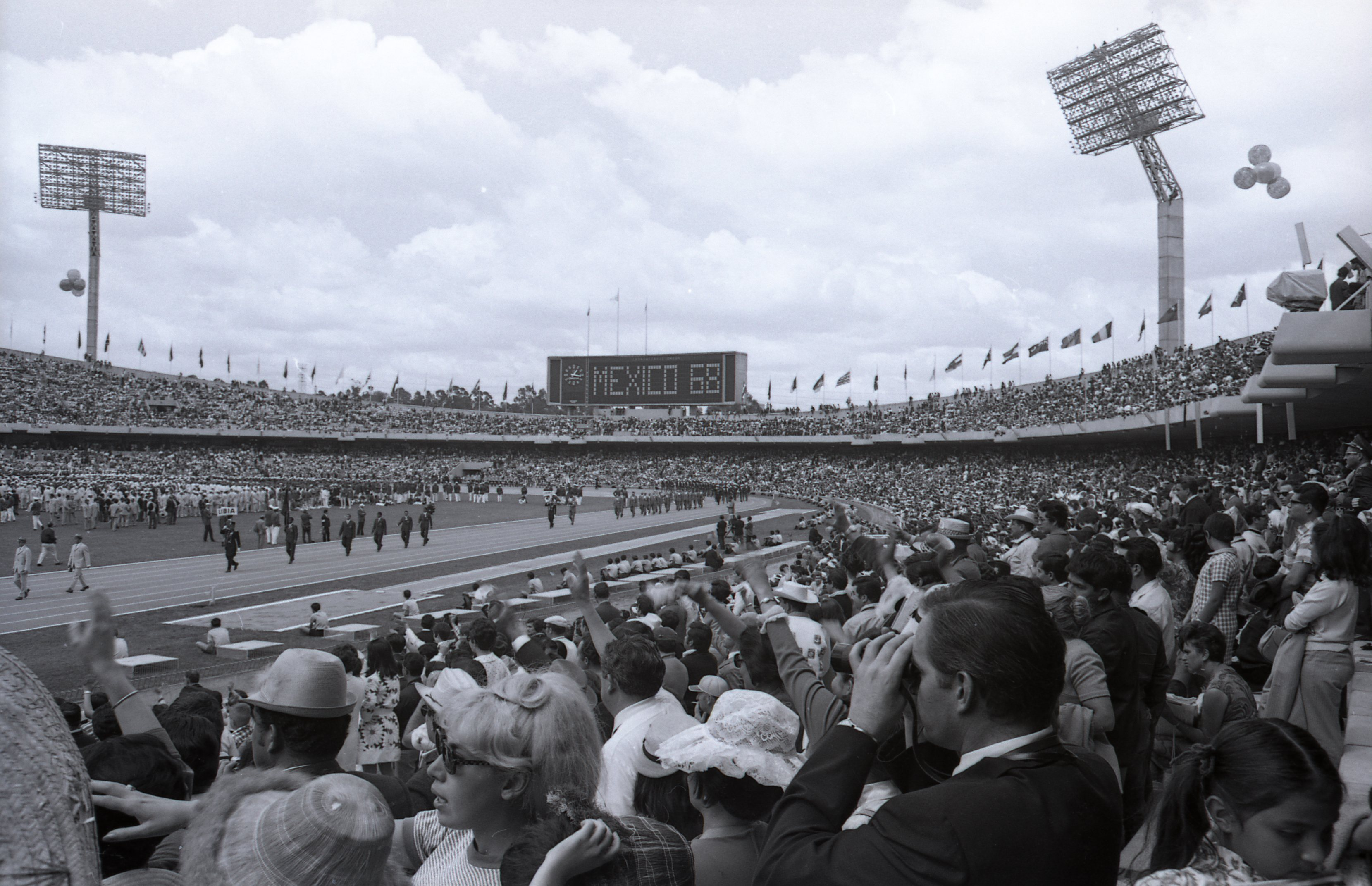
Das Olympiastadion während der Eröffnungsfeier 1968

Der 800-Meter-Lauf der Männer bei den Olympischen Spielen 1968 in Mexiko-Stadt wurde am 13., 14. und 15. Oktober 1968 im Estadio Olímpico Universitario ausgetragen. 43 Athleten nahmen teil.
Olympiasieger wurde der Australier Ralph Doubell, der im Finale den Weltrekord einstellte. Silber gewann der Kenianer Wilson Kiprugut, Bronze ging an Tom Farrell aus den USA.
Für die Bundesrepublik Deutschland – offiziell 'Deutschland' – starteten Franz-Josef Kemper und Walter Adams. Beide erreichten das Halbfinale, in dem Kemper ausschied. Adams erreichte im Finale Platz vier.

Die DDR – offiziell 'Ostdeutschland' – wurde durch Dieter Fromm vertreten. Auch er erreichte das Finale und wurde dort Sechster.

Für das Fürstentum Liechtenstein ging Xaver Frick Jr. an den Start, schied aber schon im Vorlauf aus.

Läufer aus der Schweiz und Österreich nahmen nicht teil.

## Rekorde

### Bestehende Rekorde
| Weltrekord         | 1:44,3 min | Peter Snell ( Neuseeland) | Christchurch, Neuseeland | 3. Februar 1962  |
| Olympischer Rekord | 1:45,1 min | Peter Snell ( Neuseeland) | Finale OS Tokio, Japan   | 16. Oktober 1964 |

### Rekordverbesserung / -egalisierung
Der australische Olympiasieger Ralph Doubell verbesserte den bestehenden olympischen Rekord im Finale am 15. Oktober um acht Zehntelsekunden auf 1:44,3 min, womit er gleichzeitig den Weltrekord egalisierte.

## Durchführung des Wettbewerbs
43 Athleten traten am 13. Oktober zu insgesamt sechs Vorläufen an. Die jeweils zwei Laufersten – hellblau unterlegt – und die nachfolgend vier Zeitschnellsten – hellgrün unterlegt – kamen ins Halbfinale am 14. Oktober. Aus den Vorentscheidungen erreichten die jeweils vier erstplatzierten Läufer – wiederum hellblau unterlegt – das Finale am 15. Oktober.

## Zeitplan
13. Oktober, 15:00 Uhr: Vorläufe

14. Oktober, 16:20 Uhr: Halbfinale

15. Oktober, 18:10 Uhr: Finale
Anmerkung: Alle Zeiten sind in Ortszeit Mexiko-Stadt (UTC −6) angegeben.

## Vorrunde
Datum: 13. Oktober 1968, ab 15:00 Uhr

### Vorlauf 1
| Platz | Name                 | Nation     | Offizielle Zeit handgestoppt | Inoffizielle Zeit elektronisch |
| ----- | -------------------- | ---------- | ---------------------------- | ------------------------------ |
| 1     | Thomas Saisi         | Kenia      | 1:47,0 min                   | 1:46,99 min                    |
| 2     | Jean-Pierre Dufresne | Frankreich | 1:47,6 min                   | 1:47,61 min                    |
| 3     | Matias Habtemichael  | Äthiopien  | 1:49,6 min                   | 1:49,63 min                    |
| 4     | Papa M’Baye N’Diaye  | Senegal    | 1:51,3 min                   | 1:51,31 min                    |
| 5     | Wade Bell            | USA        | 1:51,5 min                   | 1:51,52 min                    |
| 6     | Róbert Honti         | Ungarn     | 1:53,8 min                   | 1:53,88 min                    |

### Vorlauf 2
| Platz | Name                  | Nation         | Offizielle Zeit handgestoppt | Inoffizielle Zeit elektronisch |  |
| ----- | --------------------- | -------------- | ---------------------------- | ------------------------------ |  |
| 1     | Dieter Fromm          | DDR            | 1:46,9 min                   | 1:46,98 min                    |  |
| 2     | Franz-Josef Kemper    | BR Deutschland | 1:47,0 min                   | 1:47,02 min                    |  |
| 3     | Ron Kutschinski       | USA            | 1:47,6 min                   | 1:47,61 min                    |  |
| 4     | Ramasamy Subramaniam  | Malaysia       | 1:50,8 min                   | 1:50,87 min                    |  |
| 5     | Gilbert Van Manshoven | Belgien        | 1:52,3 min                   | 1:52,32 min                    |  |
| DNF   | Guillermo Cuello      | Argentinien    |                              |                                |  |

### Vorlauf 3
| Platz | Name          | Nation           | Offizielle Zeit handgestoppt | Inoffizielle Zeit elektronisch |
| ----- | ------------- | ---------------- | ---------------------------- | ------------------------------ |
| 1     | Walter Adams  | BR Deutschland   | 1:48,4 min                   | 1:48,50 min                    |
| 2     | Jozef Plachý  | Tschechoslowakei | 1:48,6 min                   | 1:48,65 min                    |
| 3     | Noel Carroll  | Irland           | 1:49,0 min                   | 1:49,01 min                    |
| 4     | Ahmed Issa    | Tschad           | 1:49,0 min                   | 1:49,09 min                    |
| 5     | Roberto Silva | Mexiko           | 1:50,4 min                   | 1:50,49 min                    |
| 6     | Gerd Larsen   | Dänemark         | 1:51,9 min                   | 1:51,98 min                    |
| DNF   | Neville Myton | Jamaika          |                              |                                |

### Vorlauf 4
| Platz | Name                | Nation                  | Offizielle Zeit handgestoppt | Inoffizielle Zeit elektronisch |
| ----- | ------------------- | ----------------------- | ---------------------------- | ------------------------------ |
| 1     | Ralph Doubell       | Australien              | 1:47,2 min                   | 1:47,24 min                    |
| 2     | Henryk Szordykowski | Polen                   | 1:47,4 min                   | 1:47,48 min                    |
| 3     | Robert Ouko         | Kenia                   | 1:47,6 min                   | 1:47,65 min                    |
| 4     | John Ametepey       | Ghana                   | 1:50,7 min                   | 1:50,78 min                    |
| 5     | Gilles Sibon        | Frankreich              | 1:50,8 min                   | 1:50,87 min                    |
| 6     | Chris Carter        | Großbritannien          | 1:52,9 min                   | 1:52,99 min                    |
| 7     | José L’Oficial      | Dominikanische Republik | 1:55,6 min                   | 1:55,66 min                    |
| 8     | Alfredo Cubías      | El Salvador             | 2:08,7 min                   | 2:08,72 min                    |

### Vorlauf 5

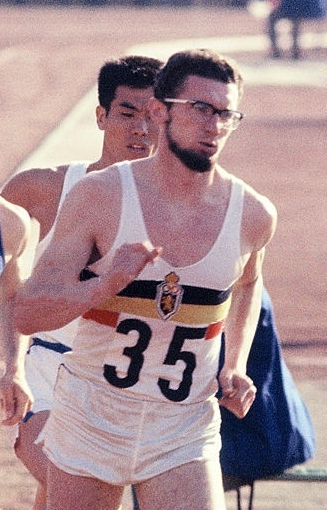
Jacques Pennewaert – ausgeschieden als Siebter des fünften Vorlaufs

| Platz | Name               | Nation           | Offizielle Zeit handgestoppt | Inoffizielle Zeit elektronisch |
| ----- | ------------------ | ---------------- | ---------------------------- | ------------------------------ |
| 1     | Wilson Kiprugut    | Kenia            | 1:46,1 min                   | 1:46,17 min                    |
| 2     | Tom Farrell        | USA              | 1:47,9 min                   | 1:47,96 min                    |
| 3     | Tomáš Jungwirth    | Tschechoslowakei | 1:48,7 min                   | 1:48,72 min                    |
| 4     | Anders Gärderud    | Schweden         | 1:48,9 min                   | 1:48,99 min                    |
| 5     | Jun Nagai          | Japan            | 1:51,2 min                   | 1:51,27 min                    |
| 6     | Angelo Hussein     | Sudan            | 1:53,4 min                   | 1:53,43 min                    |
| 7     | Jacques Pennewaert | Belgien          | 1:53,8 min                   | 1:53,81 min                    |
| 8     | Francisco Menocal  | Nicaragua        | 1:58,9 min                   | 1:58,96 min                    |

### Vorlauf 6
| Platz | Name              | Nation              | Offizielle Zeit handgestoppt | Inoffizielle Zeit elektronisch |
| ----- | ----------------- | ------------------- | ---------------------------- | ------------------------------ |
| 1     | Dave Cropper      | Großbritannien      | 1:47,9 min                   | 1:47,96 min                    |
| 2     | Benedict Cayenne  | Trinidad und Tobago | 1:48,2 min                   | 1:48,22 min                    |
| 3     | Jewgeni Arschanow | Sowjetunion         | 1:48,4 min                   | 1:48,46 min                    |
| 4     | Byron Dyce        | Jamaika             | 1:48,5 min                   | 1:48,58 min                    |
| 5     | Mamo Sebsibe      | Äthiopien           | 1:49,7 min                   | 1:49,75 min                    |
| 6     | Gianni Del Buono  | Italien             | 1:50,2 min                   | 1:50,23 min                    |
| 7     | Xaver Frick Jr.   | Liechtenstein       | 1:52,6 min                   | 1:52,68 min                    |
| 8     | Carlos Báez       | Puerto Rico         | 1:52,6 min                   | 1:52,70 min                    |

## Halbfinale
Datum: 14. Oktober 1968, ab 16:20 Uhr

### Lauf 1
Com L23-0644-0002-0002.tif Henryk Szordykowski (links, Nr. 737)
| Platz | Name                 | Nation              | Offizielle Zeit handgestoppt | Inoffizielle Zeit elektronisch |
| ----- | -------------------- | ------------------- | ---------------------------- | ------------------------------ |
| 1     | Walter Adams         | BR Deutschland      | 1:46,4 min                   | 1:46,41 min                    |
| 2     | Dieter Fromm         | DDR                 | 1:46,5 min                   | 1:46,54 min                    |
| 3     | Thomas Saisi         | Kenia               | 1:46,6 min                   | 1:46,64 min                    |
| 4     | Benedict Cayenne     | Trinidad und Tobago | 1:46,8 min                   | 1:46,83 min                    |
| 5     | Ron Kutschinski      | USA                 | 1:47,3 min                   | 1:47,39 min                    |
| 6     | Jean-Pierre Dufresne | Frankreich          | 1:51,8 min                   | 1:51,89 min                    |
| DNS   | Henryk Szordykowski  | Polen               |                              |                                |
| DNS   | Jewgeni Arschanow    | Sowjetunion         |                              |                                |

### Lauf 2
| Platz | Name               | Nation           | Offizielle Zeit handgestoppt | Inoffizielle Zeit elektronisch |
| ----- | ------------------ | ---------------- | ---------------------------- | ------------------------------ |
| 1     | Ralph Doubell      | Australien       | 1:45,7 min                   | 1:45,78 min                    |
| 2     | Wilson Kiprugut    | Kenia            | 1:46,4 min                   | 1:46,41 min                    |
| 3     | Jozef Plachý       | Tschechoslowakei | 1:45,9 min                   | 1:45,96 min                    |
| 4     | Tom Farrell        | USA              | 1:46,1 min                   | 1:46,11 min                    |
| 5     | Robert Ouko        | Kenia            | 1:47,1 min                   | 1:47,15 min                    |
| 6     | Byron Dyce         | Jamaika          | 1:47,2 min                   | 1:47,30 min                    |
| 7     | Franz-Josef Kemper | BR Deutschland   | 1:47,3 min                   | 1:47,47 min                    |
| 8     | Dave Cropper       | Großbritannien   | 1:47,6 min                   | 1:47,67 min                    |

## Finale
Datum: 15. Oktober 1968, 18:10 Uhr
| Platz | Name             | Nation              | Offizielle Zeit handgestoppt | Inoffizielle Zeit elektronisch |
| ----- | ---------------- | ------------------- | ---------------------------- | ------------------------------ |
| 1     | Ralph Doubell    | Australien          | 1:44,3 min WRe/OR            | 1:44,40 min                    |
| 2     | Wilson Kiprugut  | Kenia               | 1:44,5 min                   | 1:44,57 min                    |
| 3     | Tom Farrell      | USA                 | 1:45,4 min                   | 1:45,46 min                    |
| 4     | Walter Adams     | BR Deutschland      | 1:45,8 min                   | 1:45,83 min                    |
| 5     | Jozef Plachý     | Tschechoslowakei    | 1:45,9 min                   | 1:45,99 min                    |
| 6     | Dieter Fromm     | DDR                 | 1:46,2 min                   | 1:46,30 min                    |
| 7     | Thomas Saisi     | Kenia               | 1:47,5 min                   | 1:47,59 min                    |
| 8     | Benedict Cayenne | Trinidad und Tobago | 1:54,3 min                   | 1:54,40 min                    |

Es gab einen größeren Favoritenkreis für dieses Rennen. Dazu gehörten der Kenianer Wilson Kiprugut, Olympiadritter von 1964, der US-Amerikaner Wade Bell und auch der bundesdeutsche Läufer Franz-Josef Kemper. Bell war jedoch an Durchfall – „Montezumas Rache“ – erkrankt und schied geschwächt im Vorlauf aus. Kemper war verletzungsbedingt so gehandicapt, dass auch er nur bis ins Halbfinale kam. Nach seinem imponierenden Auftreten in seinem Vorentscheidungslauf musste der Australier Ralph Doubell ebenfalls zu den Sieganwärtern gezählt werden.
Im Finale übernahm Kiprugut gleich nach dem Start die Führung. Mit hohem Tempo versuchte er, die Spurtkraft Doubells zu brechen – im Halbfinale hatte Doubell den favorisierten Kenianer überraschend bezwingen können. So wurde das Feld weit auseinandergezogen und Kiprugut hatte abgesehen von Doubell eine deutliche Lücke zu seinen Konkurrenten geschaffen, aber der Australier blieb ihm auf den Fersen. In der letzten Kurve setzte Doubell seinen Endspurt an und kämpfte sich an Kiprugut vorbei. Der Kenianer konnte nicht mehr kontern, Ralph Doubell lief mit neuem  Olympiarekord zum Sieg und stellte dabei auch Peter Snells Weltrekord ein. Hinter Wilson Kiprugut gewann der US-Athlet Thomas Farrell das Spurtduell mit dem bundesdeutschen Mittelstreckler Walter Adams um die Bronzemedaille.
Wilson Kiprugut gewann die erste kenianische Medaille in dieser Disziplin.

## Video
- Ralph Doubell(WR),800m.1968 Olympic Games,Mexico City, youtube.com, abgerufen am 2. November 2017